# Gnophos conferata
Gnophos conferata là một loài bướm đêm trong họ Geometridae.